# اتروپوس

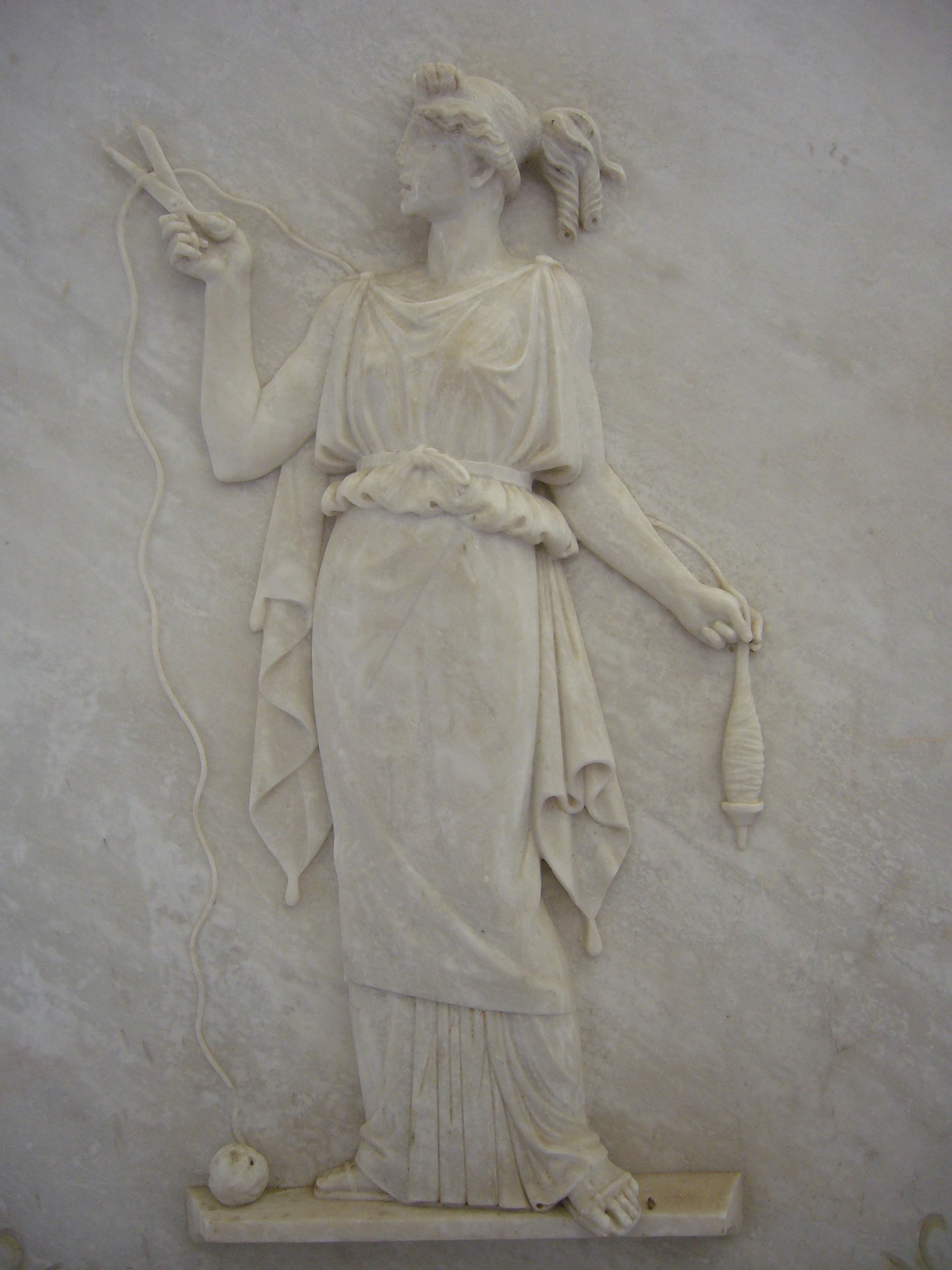
نقش‌برجسته‌ای از اتروپوس، قیچی به‌دست در حال بریدن ریسمان زندگی

اتروپوس یا آیسا (به یونانی: Ἄτροπος) در اسطوره‌شناسی یونانی بزرگ‌ترین ایزدبانو در میان سه مویرای یا الهه‌های سرنوشت، در کنار خواهرانش لاکسیس و کلوتو است. آن‌ها ایزدبانوانی هستند که برای سرنوشت تمام انسان‌های روی زمین تصمیم می‌گرفتند. او و خواهرانش، به عنوان دختران زئوس و تمیس در نظر گرفته می‌شوند، اگرچه برخی روایات ایزدبانوی آنانکی (ضرورت)، را به عنوان مادرش ذکر کردند. او بزرگ‌ترین خواهر به‌شمار می‌رفت و نسبت به خواهرانش ارجحیت داشت، اما از لحاظ جثه کوچک‌ترین آن‌ها بود. اتروپوس قابل قیاس با مورتا در اسطوره‌شناسی روم باستان است. اتروپوس وظیفهٔ قطع ریسمان یا تار زندگی را بر عهده داشت. او با عنوان «اجتناب‌ناپذیر» یا «انعطاف‌ناپذیر» شناخته می‌شد و ریسمان زندگی افراد را در زمان مناسب مرگ توسط قیچی نفرت می‌برید. او در کنار کلوتو که وظیفه بافتن ریسمان را بر عهده داشت و لاکسیس که طول آن را اندازه‌گیری می‌نمود، به کار مشغول بود. اتروپوس اغلب به شکل پیرزنی ترسناک دارای یک کتیبه، تبلت مومی، ساعت آفتابی، یک جفت ترازو یا ابزار برشی همچون قیچی به تصویر کشیده می‌شد. اتروپوس در چندین روایت، مانند داستان‌های آتالانته و آشیل حضور داشته است.
نام گیاه گلدار «آتروپا» از روی این ایزدبانو الهام گرفته شده است، که گیاه سمی شابیزک، ترکیبات آلی شیمیایی آتروپین و داروی آنتی‌کولینرژیک از مشتقات این خانواده هستند.

## منشا
خاستگاه او، به همراه دو خواهرش نامشخص است، اگرچه برخی آن‌ها را دختران شب می‌نامند. با این حال، واضح است که در دوره‌ای خاص، آن‌ها دیگر فقط به مرگ فکر نمی‌کردند و به قدرت‌هایی تبدیل شدند که تصمیم می‌گرفتند چه اتفاقی برای افراد بیفتد. اگرچه زئوس ایزد اصلی یونان و پدر آن‌ها بود، اما همچنان تابع تصمیمات سرنوشت‌ها بود. بر طبق تئوگونیای هزیود، اتروپوس و خواهرانش (کلوتو و لاکسیس) دختران اربوس (تاریکی) و نیکس (شب) و خواهران تاناتوس و هیپنوس بودند، اگرچه بعداً در همان اثر (II. ۹۰۱–۹۰۶) گفته می‌شود که آن‌ها دختران زئوس و تمیس بوده‌اند.